# Championnats d'Océanie de cyclisme sur route
Les Championnats d'Océanie de cyclisme sur route sont une série de compétitions cyclistes. L'épreuve fait partie de l'UCI Oceania Tour.

## Lieux des championnats
| Année | Pays                               | Ville                     |
| ----- | ---------------------------------- | ------------------------- |
| 2007  | Australie (1) Nouvelle-Zélande (2) | Murwillumbah Invercargill |
| 2009  | Australie (1) Nouvelle-Zélande (2) | Geelong Auckland          |
| 2011  | Australie                          | Shepparton                |
| 2012  | Nouvelle-Zélande                   | Queenstown                |
| 2013  | Australie                          | Canberra                  |
| 2014  | Australie                          | Toowoomba                 |
| 2015  | Australie                          | Toowoomba                 |

| Année     | Pays                 | Ville                |
| --------- | -------------------- | -------------------- |
| 2016      | Australie            | Bendigo              |
| 2017      | Australie            | Canberra             |
| 2018      | Australie            | Tasmanie             |
| 2019      | Australie            | Tasmanie             |
| 2020-2021 | Championnats annulés | Championnats annulés |
| 2022      | Australie            | Queensland           |
| 2023      | Australie            | Queensland           |
| 2024      | Australie            | Queensland           |

## Palmarès masculin
| Année    | Champion              | 2e                      | 3e                 |
| 1995     | Ric Reid              | Michel Rousseau         | Dave Smith         |
| 1997     | Glen Mitchell         | Karl Murray             | Brendan Vesty      |
| 1999     | Jean-Charles Goyetche | Ric Reid                | Baden Burke        |
| 2005     | Gordon McCauley       | Phillip Thuaux          | Geoffrey Burndred  |
| 2007 (1) | Robert McLachlan      | David Pell              | Ashley Whitehead   |
| 2007 (2) | Hayden Roulston       | Joseph Chapman          | Paul Odlin         |
| 2009 (1) | Tommy Nankervis       | Daniel Braunsteins      | Nicholas Walker    |
| 2009 (2) | Michael Matthews      | Matt Marshall           | Alex McGregor      |
| 2011     | Ryan Obst             | Sam Rutherford          | Steele Von Hoff    |
| 2012     | Paul Odlin            | Nick Aitken             | Mark O'Brien       |
| 2013     | Cameron Meyer         | Damien Howson           | Jack Anderson      |
| 2014     | Luke Durbridge        | Robert Power            | Bernard Sulzberger |
| 2015     | Taylor Gunman         | Jordan Kerby            | Daniel Barry       |
| 2016     | Sean Lake (AUS)       | Brendan Canty (AUS)     | Mark O'Brien (AUS) |
| 2017     | Sean Lake             | Neil Van der Ploeg      | Jesse Featonby     |
| 2018     | Chris Harper (AUS)    | James Whelan (AUS)      | Cyrus Monk (AUS)   |
| 2019     | Benjamin Dyball (AUS) | Jason Christie (NZL)    | Chris Harper (AUS) |
| 2022     | James Fouché (NZL)    | Tom Sexton (NZL)        | Zack Gilmore (AUS) |
| 2023     | Liam Walsh (AUS)      | Brady Gilmore (AUS)     | Tom Sexton (NZL)   |
| 2024     | Ryan Cavanagh (AUS)   | Matthew Greenwood (AUS) | Aaron Gate (NZL)   |

| Année    | Champion              | 2e                    | 3e                     |
| 1995     | Jonathan Hall         | Nathan O'Neill        | Gary Anderson          |
| 1997     | Lee Vertongen         | Stuart Mitchell       | Jonathan Hall          |
| 1999     | Jonathan Hall         | Jean-Marc Rivière     | Peter Milostic         |
| 2005     | Gordon McCauley       | Robin Reid            | Aaron Strong           |
| 2007 (1) | Cameron Wurf          | David Pell            | Robert McLachlan       |
| 2007 (2) | Gordon McCauley       | Joseph Cooper         | Reon Park              |
| 2009 (1) | Chris Jongewaard      | David Pell            | Chris Martin           |
| 2009 (2) | Drew Ginn             | Logan Hutchings       | Simon Croom            |
| 2011     | William Dickeson      | David Pell            | Nick Bensley           |
| 2012     | Sam Horgan            | Paul Odlin            | Michael Cupitt         |
| 2013     | Paul Odlin            | Benjamin Dyball       | Joseph Cooper          |
| 2014     | Joseph Cooper         | William Clarke        | Lachlan Norris         |
| 2015     | Michael Hepburn       | Craig Evers           | Cameron Wurf           |
| 2016     | Sean Lake (AUS)       | Joseph Cooper (NZL)   | Benjamin Dyball (AUS)  |
| 2017     | Sean Lake             | Benjamin Dyball       | Hamish Bond            |
| 2018     | Hamish Bond (NZL)     | Sean Lake (AUS)       | James Ogilvie (AUS)    |
| 2019     | Benjamin Dyball (AUS) | Jason Christie (NZL)  | Michael Freiberg (AUS) |
| 2022     | Aaron Gate (NZL)      | Tom Sexton (NZL)      | Michael Freiberg (AUS) |
| 2023     | Tom Sexton (NZL)      | Riley Fleming (AUS)   | Jordan Villani (AUS)   |
| 2024     | Aaron Gate (NZL)      | Oliver Stenning (AUS) | Benjamin Dyball (AUS)  |

| Année   | Champion                | 2e                   | 3e                      |
| 2007    | Blair James             | Clinton Robert Avery | Alex Meenhorst          |
| 2008    | Non-disputé             | Non-disputé          | Non-disputé             |
| 2009    | Michael Matthews        | Mat Marshall         | Alex McGregor           |
| 2010    | Non-disputé             | Non-disputé          | Non-disputé             |
| 2011    | Richard Lang            | Nathan Haas          | Stuart Smith            |
| 2012-13 | Non-disputé             | Non-disputé          | Non-disputé             |
| 2014    | Robert Power            | Robert-Jon McCarthy  | George Tansley          |
| 2015    | David Edwards           | Fraser Gough         | Ayden Toovey            |
| 2016    | Michael Storer (AUS)    | Chris Harper (AUS)   | Cyrus Monk (AUS)        |
| 2017    | Lucas Hamilton          | Michael Storer       | Jai Hindley             |
| 2018    | James Whelan            | Cyrus Monk           | Jason Lea               |
| 2019    | Tyler Lindorff (AUS)    | Michael Potter (AUS) | Peter Livingstone (AUS) |
| 2022    | Brady Gilmore (AUS)     | Dylan George (AUS)   | Matthew Dinham (AUS)    |
| 2023    | Liam Walsh (AUS)        | Brady Gilmore (AUS)  | Declan Trezise (AUS)    |
| 2024    | Matthew Greenwood (AUS) | Jackson Medway (AUS) | Jack Ward (AUS)         |

| Année | Champion               | 2e                               | 3e                    |
| 2007  | Matthew Sillars        | Clinton Robert Avery             | Peter Rennie          |
| 2008  | Non-disputé            | Non-disputé                      | Non-disputé           |
| 2009  | Jack Anderson          | Michael Matthews                 | Sam Horgan            |
| 2010  | Non-disputé            | Non-disputé                      | Non-disputé           |
| 2011  | Damien Howson          | Nick Aitken                      | Aaron Donnelly        |
| 2012  | Damien Howson          | Edward Bissaker                  | Michael Freiberg      |
| 2013  | Damien Howson          | Campbell Flakemore               | Adam Phelan           |
| 2014  | Harry Carpenter        | Campbell Flakemore               | Oscar Stevenson       |
| 2015  | Harry Carpenter        | Daniel Fitter                    | Tom Kaesler           |
| 2016  | Alexander Morgan (AUS) | Oscar Stevenson (AUS)            | Michael Storer (AUS)  |
| 2017  | Liam Magennis          | Jason Lea                        | Cyrus Monk            |
| 2018  | Jake Marryatt (NZL)    | Liam Magennis (AUS)              | Jason Lea (AUS)       |
| 2019  | Liam Magennis (AUS)    | Alastair Christie-Johnston (AUS) | Jordan Louis (AUS)    |
| 2022  | Logan Currie (NZL)     | Dylan George (AUS)               | Keegan Hornblow (NZL) |
| 2023  | Brady Gilmore (AUS)    | Hamish McKenzie (AUS)            | Oliver Bleddyn (AUS)  |
| 2024  | Jackson Medway (AUS)   | Lucas Murphy (NZL)               | Guy Yarrell (NZL)     |

## Palmarès féminin
| Année    | Championne              | 2e                          | 3e                   |
| 1995     | Cathy Reardon           | Charlotte White-Pordham     | Kirsten Richards     |
| 2002     | Claire Baxter           | Robyn Wong                  | Nicole Swain         |
| 2003     | Leonie Aisbett          | Elisabeth Williams          | Lorian Graham        |
| 2005     | Sarah Ulmer             | Susie Wood                  | Toni Bradshaw        |
| 2007 (1) | Kathryn Watt            | Carla Ryan                  | Peta Mullens         |
| 2007 (2) | Rochelle Gilmore        | Joanne Kiesanowski          | Emma Crum            |
| 2009 (1) | Alexis Rhodes           | Ruth Corset                 | Rochelle Gilmore     |
| 2009 (2) | Bridie O'Donnell        | Karen Fulton                | Rochelle Gilmore     |
| 2011     | Shara Gillow            | Bridie O'Donnell            | Chloe McConville     |
| 2012     | Gracie Elvin            | Shara Gillow                | Rachel Neylan        |
| 2013     | Katrin Garfoot          | Amy Bradley                 | Carla Ryan           |
| 2014     | Jessica Allen           | Lisa Keeling                | Shara Gillow         |
| 2015     | Lauren Kitchen          | Lizzie Williams             | Katrin Garfoot       |
| 2016     | Shannon Malseed (AUS)   | Jessica Mundy (AUS)         | Lisen Hockings (AUS) |
| 2017     | Lisen Hockings          | Shannon Malseed             | Lucy Kennedy         |
| 2018     | Sharlotte Lucas (NZL)   | Grace Brown (AUS)           | Mikayla Harvey (NZL) |
| 2019     | Sharlotte Lucas (NZL)   | Sarah Gigante (AUS)         | Jemma Eastwood (AUS) |
| 2022     | Josie Talbot (AUS)      | Danielle De Francesco (AUS) | Amber Pate (AUS)     |
| 2023     | Sophie Edwards (AUS)    | Matilda Raynolds (AUS)      | Ruth Corset (AUS)    |
| 2024     | Katelyn Nicholson (AUS) | Keely Bennett (AUS)         | Haylee Fuller (AUS)  |

| Année    | Championne             | 2e                      | 3e                      |
| 1995     | Karen Barrow           | Cathy Reardon           | Joanna Lawn             |
| 2003     | Amy Safe-Gillett       | Natalie Bates           | Kathryn Watt            |
| 2005     | Sarah Ulmer            | Kathryn Watt            | Alison Shanks           |
| 2007 (1) | Vicki Whitelaw-Eustace | Kathryn Watt            | Carla Ryan              |
| 2007 (2) | Bridie O'Donnell       | Dale Tye                | Rachel Mercer           |
| 2009 (1) | Bridie O'Donnell       | Alexis Rhodes           | Vicki Whitelaw-Eustace  |
| 2009 (2) | Alexis Rhodes          | Melissa Holt            | Bridie O'Donnell        |
| 2011     | Shara Gillow           | Bridie O'Donnell        | Alexis Rhodes           |
| 2012     | Shara Gillow           | Gracie Elvin            | Bridie O'Donnell        |
| 2013     | Taryn Heather          | Grace Sulzberger        | Ruth Corset             |
| 2014     | Shara Gillow           | Felicity Wardlaw        | Reta Trotman            |
| 2015     | Katrin Garfoot         | Lauren Kitchen          | Rebecca Mackey          |
| 2016     | Katrin Garfoot (AUS)   | Bridie O'Donnell (AUS)  | Kate Perry (AUS)        |
| 2017     | Lucy Kennedy           | Rebecca Mackey          | Lisen Hockings          |
| 2018     | Grace Brown (NZL)      | Kate Perry (AUS)        | Sharlotte Lucas (NZL)   |
| 2019     | Kate Perry (AUS)       | Nicole Frain (AUS)      | Jennifer Pettenon (AUS) |
| 2022     | Georgie Howe (AUS)     | Amber Pate (AUS)        | Anna Davis (AUS)        |
| 2023     | Georgia Perry (NZL)    | Bronwyn Macgregor (NZL) | Celestine Frantz (AUS)  |
| 2024     | Isabelle Carnes (AUS)  | Katelyn Nicholson (AUS) | Maddison Taylor (AUS)   |